# Hormisda V
Hormisda V, nascido Farruque Hormisda (em persa: فرخ‌هرمز; romaniz.: Farrukh Hormizd), foi um príncipe iraniano que, no início do século VII, assumiu papel de destaque no Império Sassânida durante as convulsões dos anos 630. Serviu como comandante militar (aspabedes) do norte do país, mas rebelou-se contra a autoridade do xainxá Cosroes II (r. 590–628) e auxiliou na usurpação de seu filho Cavades II (r. 628). Depois, entrou em conflito com a nobreza iraniana, "dividindo os recursos do país". Seria morto por Siauascis numa conspiração do palácio sob as ordens de Azarmiducte (r. 630–631) depois que a pediu em casamento na tentativa de usurpar o trono. Teve dois filhos, Rustã Farruquezade e Farruquezade.

## Nome
O teônimo Hormisda é a versão latina do persa médio Hormisde (𐭠𐭥𐭧𐭥𐭬𐭦𐭣; Hormizd), Ormasde (Ōhrmazd), Hormosde / Ormosde ((H)ormozd), Ormusde (Ormozd) ou Oramasde (Ohramazd), o nome da divindade suprema no zoroastrismo, cujo nome avéstico era Aúra-Masda (Ahura-Mazdāh). Foi registrao em persa antigo como Auramasda (Auramazdā), em grego como Hormisdas (Ορμίσδας, Ormísdas), Hormisdes (Ορμίσδης, Ormísdēs), Horomazes (Ωρομάζης, Oromázēs) e Hormisdates (Ορμισδάτης, Ormisdátēs), em árabe era Hormuz (هرمز), em armênio como Oramasde (Օրամազդ; Oramazd) e Ormisde (Որմիզդ, Ormizd) e em georgiano era Urmisde (ურმიზდი, Urmizd).

## Antecedentes
Farruque Hormisda era membro da casa de Ispabudã, um dos sete clãs partas. Era filho de Bindoes, descendente de Aspebedes, cuja irmã era esposa de Cavades I e mãe de Cosroes I. O pai e tio de Farruque, Bestã, desempenhou papel importante na derrota do mirrânida Vararanes VI e na restauração de Cosroes II ao trono. Cosroes, no entanto, executou Bindoes, o que fez com que Bestã se revoltasse contra ele. A rebelião durou de 590/1–596 ou 594/5–600, até que foi traído por um de seus próprios generais. Depois da morte de Bestã, Farruque o sucedeu como o aspabedes do norte.

## Carreira

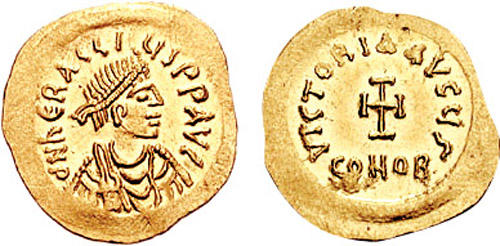
Tremisse de Heráclio r.

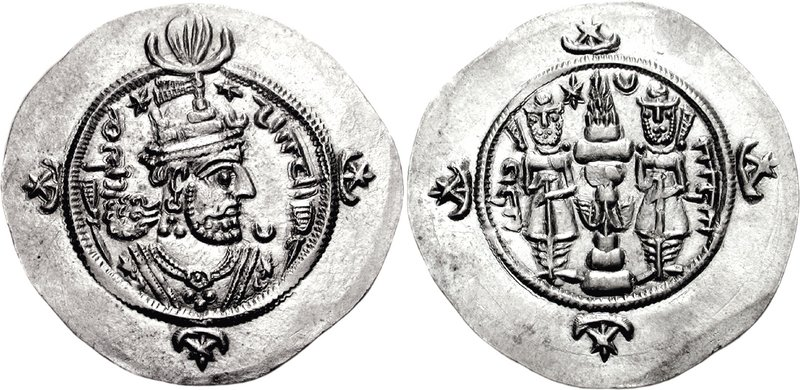
Dracma de r.

Durante a guerra bizantino-sassânida de 602-628, Farruque Hormisda e seu filho Rustã Farruquezade rebelaram-se contra Cosroes II, permitindo que o imperador bizantino Heráclio (r. 610–641) invadisse Atropatene. Na ocasião, o imperador saqueou várias cidades, incluindo o templo de Adur Gusnaspe. Em 628, as famílias feudais do Irã se amotinaram secretamente contra Cosroes e se juntaram a Sarbaro. Cavades foi então libertado pelas famílias feudais do Império Sassânida, que incluíam: a Casa de Ispabudã representada pelo próprio Farruque Hormisda e seus dois filhos Rustã e Farruquezade; Sarbaro, que representou a Casa de Mirranes; a facção armênia representada por Basterotes II; e o canaranges de Abarxar.
Em 25 de fevereiro, Seroes, junto com seu comandante Gusdanaspa, capturou Ctesifonte e aprisionou Cosroes II. Se proclamou xá do Império Sassânida e assumiu o nome dinástico de Cavades II. Depois, executou todos os seus irmãos e meio-irmãos, incluindo o herdeiro Merdasas, que era o filho favorito de Cosroes. O assassinato de todos os seus irmãos, "todos homens bem-educados, valentes e cavalheirescos", privou a dinastia sassânida de um futuro governante competente, e foi descrito como um "tumulto louco" e "imprudente". Três dias depois, ordenou que Mir Hormisda executasse seu pai. No entanto, após o regicídio, Cavades também mandou matar Mir Hormisda. Com o acordo dos nobres iranianos, então fez as pazes com o vitorioso imperador Heráclio, o que permitiu aos bizantinos (re)ganhar todos os seus territórios perdidos, seus soldados capturados, uma indenização de guerra, juntamente com a Vera Cruz e outras relíquias que foram perdidas em Jerusalém em 614.

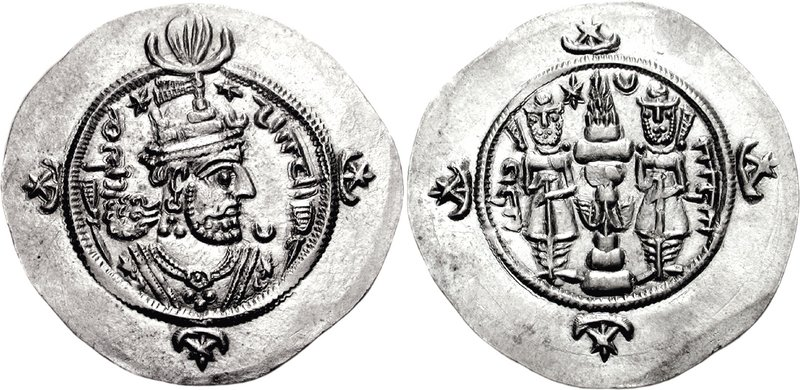
Dracma de r.

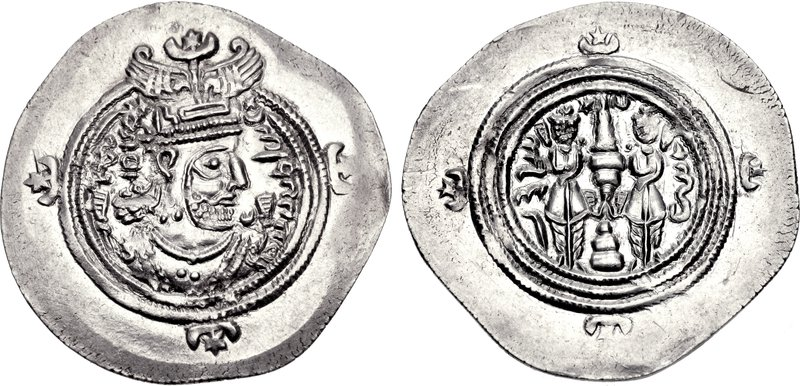
Dracma de Azarmiducte r.

A queda de Cosroes II culminou numa guerra civil que durou quatro anos, com os membros mais poderosos da nobreza ganhando total autonomia e começando a criar seu próprio governo. As hostilidades entre as famílias nobres persas (parsigues) e partas (Pálaves) também foram retomadas, o que dividiu a riqueza da nação. Alguns meses depois, uma praga devastadora varreu as províncias ocidentais sassânidas, matando metade de sua população, incluindo Cavades II. Ele foi sucedido por seu filho de oito anos, Artaxer III, que foi morto dois anos depois pelo distinto general iraniano Sarbaro, que por sua vez foi assassinado quarenta dias depois em um golpe por Farruque Hormisda, que ajudou Borana a subir ao trono.
Quando Borana subiu ao trono, nomeou Farruque Hormisda como o ministro-chefe (grão-framadar) do império. Ela então tentou trazer estabilidade ao Irã pela implementação da justiça, reconstrução da infraestrutura, redução de impostos e cunhagem de moedas. Seu governo foi aceito pela nobreza e pelo clero, o que é evidente por suas moedas nas províncias de Pérsis, Cuzistão, Média e Abarxar. Nenhuma oposição foi expressa em relação ao seu gênero. No entanto, depois de algum tempo foi deposta em 630, e Sapor-i Sarbaro, filho de Sarbaro e da irmã de Cosroes II, foi feito xá. No entanto, não foi reconhecido pela facção parsigue do poderoso general Perozes Cosroes. Sapor foi deposto em favor de Azarmiducte, a irmã de Borana.

### Usurpação e morte

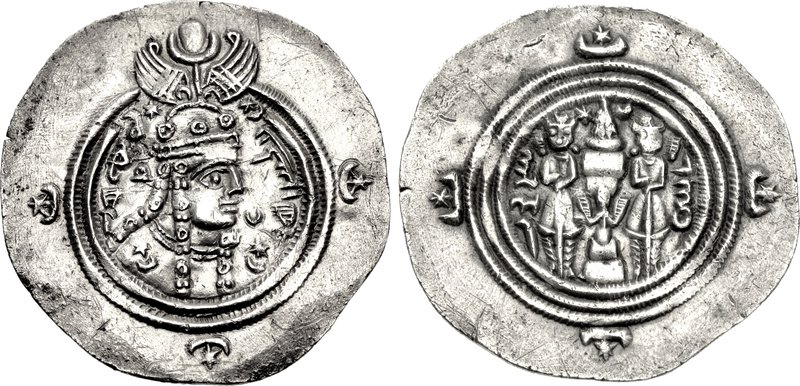
Dracma de Borana

Farruque Hormisda, a fim de fortalecer sua autoridade e criar um modus vivendi entre os pálaves e parsigues, pediu Azarmiducte (que era um candidato parsigue) para se casar com ele. Azarmiducte, no entanto, recusou. Depois de ter sua proposta recusada, "não se esquivou mais do próprio trono", declarando: "Hoje sou o líder do povo e o pilar do país do Irã". Começou a cunhar moedas da mesma forma que um monarca, principalmente em Estacar em Pérsis e Niavende na Média. A fim de lidar com ele, Azarmiducte supostamente se aliou com a dinasta mirrânida Siauascis, que era neto de Barã Chobim, o famoso comandante militar (aspabedes) e brevemente xá do Irã. Com a ajuda dele, Azarmiducte matou Farruque. Rustã Farruquezade, que na época estava estacionado no Coração, o sucedeu como líder pálave. A fim de vingar seu pai, partiu para Ctesifonte, "derrotando todos os exércitos de Azarmiducte que encontrou". Então derrotou as forças de Siauascis em Ctesifonte e capturou a cidade. Azarmiducte foi logo depois cegado e morto por Rustã, que restaurou Borana ao trono.